# Piazza Sotomayor
La piazza Sotomayor è una piazza ubicata nella città cilena di Valparaíso, considerata il fulcro della città, nonché l'asse principale del quartiere del porto. Al suo centro si trova il Monumento agli Eroi di Iquique, dove giacciono i resti di Arturo Prat. Sulla piazza si affaccia anche l'edificio della Armada de Chile, che corrisponde all'antica "Intendencia".
Attualmente costituisce un importante centro archeologico, poiché nel suo sottosuolo si trovano i resti del primo molo della città, costruito con i resti della fregata Esmeralda, sottratta da Thomas Cochrane all'armata spagnola.
Chiamata originalmente plaza de la Aduana, ha cambiato poi il nome in plaza del Palacio, fino ad ottenere il suo odierno nome in onore di Rafael Sotomayor, importante ministro del XIX secolo.
Nella piazza ha avuto sede la prima Borsa Commerciale del Cile. Il 23 gennaio 1979 è stato dichiarata Zona Tipica del Cile, insieme a tutti gli edifici che la circondano, e allo stesso tempo è stata dichiarato monumento storico l'edificio della Armada.

## Ubicazione

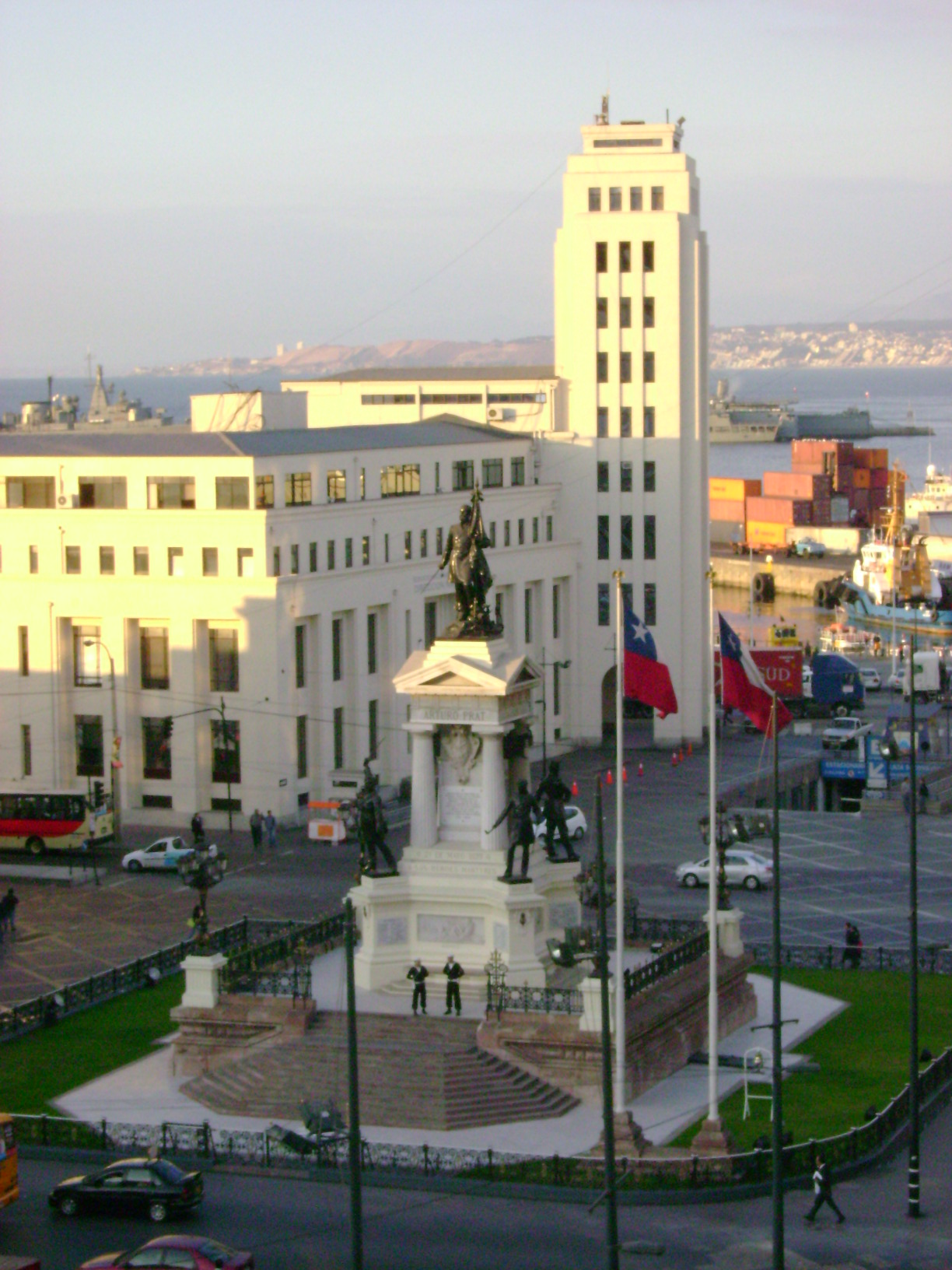
Monumento agli Eroi di Iquique, ubicato nella Piazza Sotomayor. Dietro, l'edificio della Direzione nazionale di Dogana, e sul fondo, i containers del Porto di Valparaíso.

La piazza Sotomayor è ubicata ai piedi del cerro Cordillera, di fronte al molo Prat.
È circondata da edifici di differenti stili, tra cui l'ex edificio delle Poste (dove attualmente risiede il Ministero della Cultura, delle Arti e del Patrimonio), l'ex edificio dell'Intendencia (che attualmente è la sede dell'Armada de Chile) e l'edificio della Stazione Porto della Metropolitana di Valparaíso.

## Storia
Tra il 1831 e il 1832, l'architetto inglese Juan Stevenson, ha costruito l'edificio della Dogana dove oggi è situata l'Armada de Chile. Da quel momento la piazza è divenuta nota come la "piazza della dogana". Tra il 1839 e il 1841, lo stesso Stevenson ha costruito la Dogana di San Agustín, dove oggi si trovano i Tribunali di Giustizia.
Nel 2013 il Centro di Studi Patrimoniali della Pontificia Università Cattolica di Valparaíso ha restaurato la facciata dell'edificio e il monumento agli Eroi di Iquique nella piazza.